# میتهامین
میتهامین (به لاتین: Mithamain) یک منطقهٔ مسکونی در بنگلادش است که در ناحیه کیشورگنج واقع شده‌است. میتهامین ۲۲۲٫۹۲ کیلومتر مربع مساحت و ۱۰۸٬۲۰۴ نفر جمعیت دارد.